# 蕭潭
蕭潭（1372年—？），字孟南，直隸蘇州府吳江縣人，民籍，明朝政治人物。進士出身。

## 生平
國子生，應天府鄉試第七十名。建文二年（1400年）庚辰科會試第七十五名，殿試登進士三甲。

## 家族
曾祖蕭信、祖父蕭隆，父亲蕭規。